# Zinowiewia integerrima
Zinowiewia integerrima là một loài thực vật có hoa trong họ Dây gối. Loài này được (Turcz.) Turcz. miêu tả khoa học đầu tiên năm 1859.